# AEG G.V

L'AEG G.V est un triplace de bombardement dérivé du l'AEG G.IV, et plus précisément de sa variante G.IV-Lang, apparue en août 1918. 
Contrairement à son prédécesseur, sa capacité en port de bombes était augmentée, ainsi que son rayon d'action, mais aucun ne fut livré au front avant l'armistice de 1918. Cependant, 151 exemplaires furent construits avant ou après les hostilités, et aménagés pour le transport de voyageurs, puis utilisés comme avions commerciaux par les premières compagnies aériennes civiles allemandes, en particulier DLR dans laquelle AEG avait des intérêts.
Entre mars et novembre 1919, malgré l'interdiction pour l'Allemagne de vendre des avions à l'étranger, six exemplaires militaires, mais sans mitrailleuses et radio, furent exportés en Suède, au prix unitaire de 110 000 SEK. Un appareil fut perdu lors de son vol vers la Suède, mais fut plus tard remplacé. Ce qui intéressait les Suédois était les moteurs des G.V, avec lesquels FVM (l'atelier d'aviation de l'armée) construisit dix avions monomoteurs de reconnaissance FVM S 18 en 1919.

## voir aussi

### Développement lié
- AEG G.IV

### Aéronefs comparables
- Friedrichshafen G.IV (en)
- Friedrichshafen G.V (en)
- Gotha G.V
- Gotha G.VI (en)
- Gotha G.VII (en)
- Gotha G.VIII (en)
- Gotha G.IX (en)